# Academia Militar Samora Machel

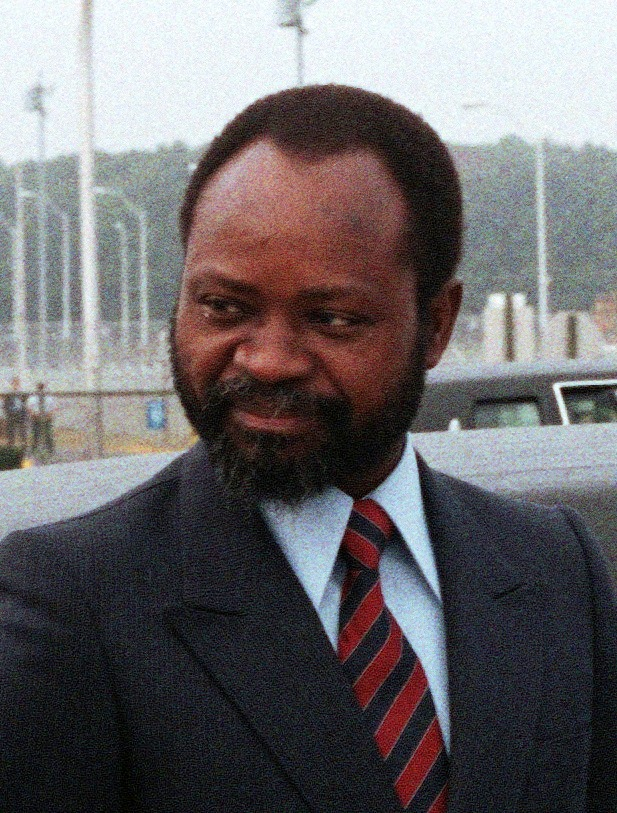
Esta Instituição do ensino superior foi baptizado pelo nome do primeiro presidente de moçambique Independente

## [1]Introducão
A Academia Militar Samora Machel é uma instituição militar moçambicana de formação militar. Foi criada em 2003 pelo decreto 62/2003, de 24 de Dezembro, quando Moçambique vivia em paz, fruto dos Acordo Geral de Paz. A Academia Militar Samora Machel foi a primeira academia, no país, a formar militares de nível superior, nos ramos da Marinha de Guerra, Força Aérea e Exército

## Localização
Marechal Samora Machel localiza-se na cidade de Nampula, ao longo da Avenida das FPLM, no ponto onde, a tangente, corta a Rua da Solidariedade junto da Praça dos Heróis Moçambicanos. Em redor encontram-se centenas de moradias para oficiais de todos os escalões. Administrativamente pertence ao Posto Administrativo Urbano Central, concretamente no Bairro Militar..

## História
Antes da criação da academia militar, a instituição militar em Moçambique enfrentava, de forma crescente, desafios no campo do desenvolvimento tecnológico, educacional e instrucional, bem como na gestão da componente humana, motivaram o governo a dotar os militares do quadro permanente das Forças Armadas de Defesa de Moçambique de uma formação militar técnico-científica de nível superior.